# Melodinus scandens
Melodinus scandens är en oleanderväxtart som beskrevs av Johann Reinhold Forster och G.Forst.. Melodinus scandens ingår i släktet Melodinus och familjen oleanderväxter. Inga underarter finns listade i Catalogue of Life.